# Autovrije dag

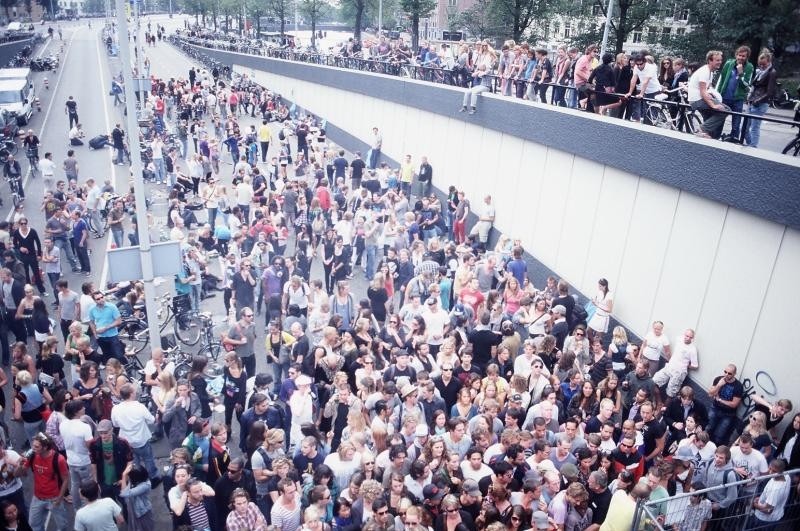
Autoloze zondag in Amsterdam, september 2009.

Een autovrije dag of autoloze dag, in sommige landen een autoloze zondag, is een door de overheid ingestelde dag waarop het automobilisten verboden is hun voertuig te gebruiken.

## Nederland
Tegenwoordig is de Autovrije Dag een dag tijdens de Europese Mobiliteitsweek tussen 16 en 22 september waaraan gemeenten kunnen deelnemen door de straten af te sluiten voor autoverkeer.

## Autoloze zondagen in verband met olieschaarste

### 1939
De eerste autoloze zondagen in Nederland waren van zondag 1 oktober tot en met zondag 12 november 1939. Het verbod op autorijden op zon- en feestdagen had te maken met de mobilisatie en het benzinetekort in Duitsland en Frankrijk. De naam 'autoloze zondag' werd op 30 september al gebruikt in de Leeuwarder Courant. Door voldoende aanvoer van benzine en de mogelijkheid om zo nodig op korte termijn een distributieregeling in te voeren, werd met ingang van 19 november het zondagrijverbod opgeheven.

### 1946
De benzine was in 1946 schaars voorradig en daarom mocht er op zondag alleen auto worden gereden door mensen die voor zakelijke doeleinden op pad waren én toestemming hadden.

### 1956-1957
Autoloze zondagen in Nederland en België waren van kracht na de Suezcrisis in 1956. In Nederland liep het zondagsrijverbod van 25 november 1956 tot en met 20 januari 1957. Deze maatregel viel in een periode van buitengewone internationale spanning: niet alleen was door de Suezcrisis de olieaanvoer vanuit het Midden-Oosten verstoord, maar datzelfde jaar vond ook de Hongaarse Opstand plaats, wat de angst voor vijandelijkheden tussen de NAVO en de Sovjet-Unie vergrootte.

### 1973-1974
Een derde reeks autoloze zondagen volgde ten tijde van de oliecrisis van 1973:
- Nederland, van 4 november 1973 tot en met 6 januari 1974 tienmaal;
- België van 18 november 1973 tot en met 13 januari 1974 zesmaal (verspreid);
- Bondsrepubliek Duitsland, van 25 november tot en met 16 december 1973 viermaal;
- Italië;
- Denemarken;
- Verenigd Koninkrijk;
- Griekenland;
- Japan.

De olieproducerende landen wachtten op een gelegenheid om olieschaarste te vertalen in verhoogde prijzen: die gelegenheid kwam in oktober 1973, toen de Jom Kipoer-oorlog uitbrak waarbij Israël werd aangevallen door Egypte, Syrië, Algerije, Irak, Koeweit, Libië, Marokko, Saoedi-Arabië, Soedan en Tunesië.

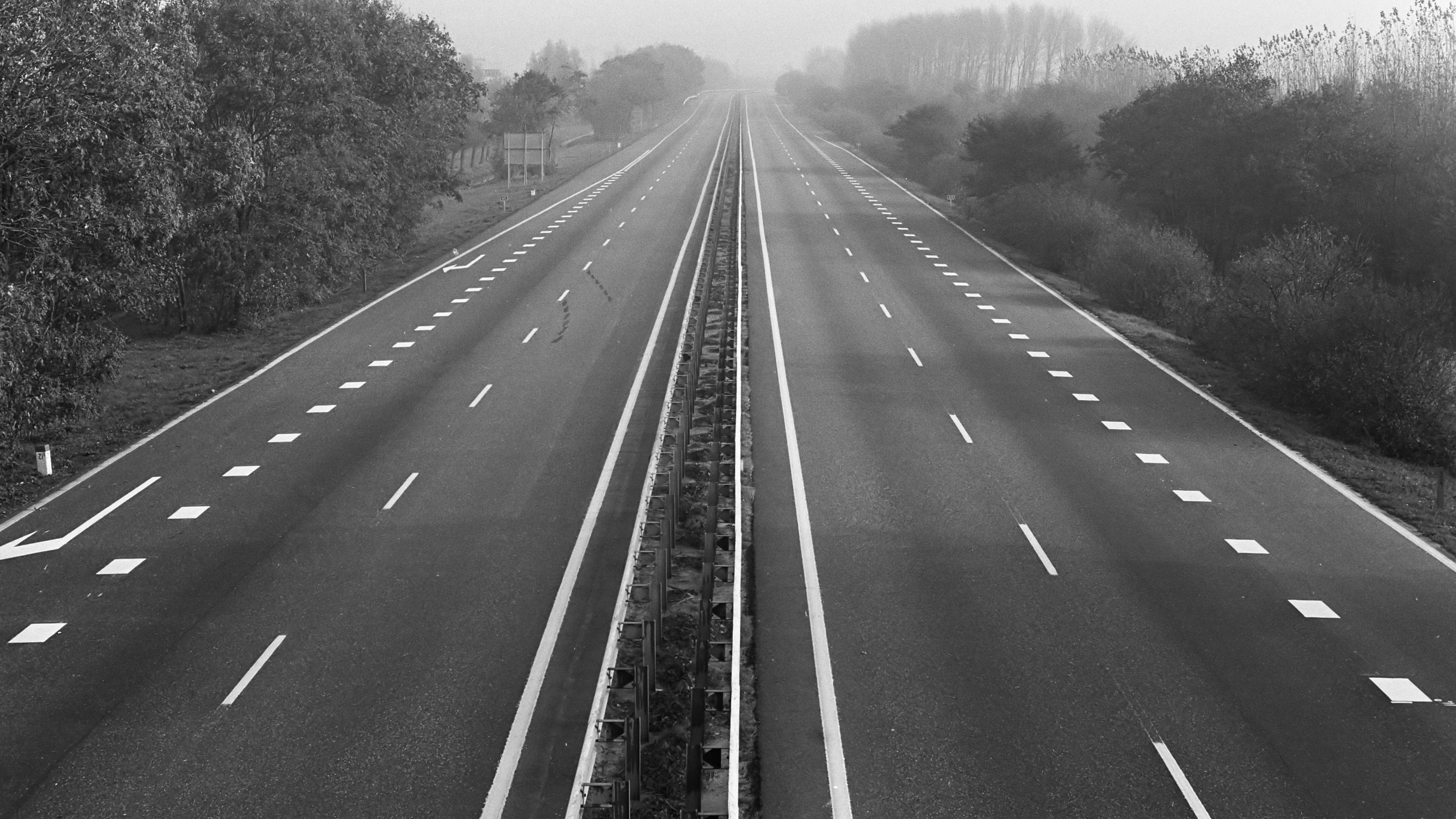
Autoloze zondag in 1973

In die oorlog koos Nederland de zijde van Israël. Uit protest tegen deze pro-Israëlische houding van Nederland draaiden enkele Arabische staten de oliekraan dicht, waarop de regering het olieverbruik probeerde te beperken door autoloze zondagen in te stellen, deze maatregel werd afgekondigd door premier Joop den Uyl in zijn torentjestoespraak op 1 december 1973. Op last van de regering stonden een aantal zondagen alle auto’s stil. Slechts met een speciale ontheffing (voor bijvoorbeeld politieauto's en ambulances) mocht men rijden. Het leverde spectaculaire beelden op van lege autosnelwegen, maar wakkerde ook de creativiteit aan: paardenkoetsen werden opnieuw opgetuigd, fietsers en rolschaatsen namen bezit van de boulevards. Dat er ook massaal gefietst zou zijn op de autosnelwegen is een fabeltje. Dit was ook op de autoloze zondag verboden, en de weinige fietsers die zich wel op de snelweg waagden, werden door de politie weggestuurd. De autoloze zondagen hadden echter niet het gewenste effect: om het rijverbod op autoloze zondagen te omzeilen, ging men al op zaterdag rijden en keerde zondagavond laat terug, zodat het benzineverbruik helemaal niet afnam. Minister Westerterp liet dertig jaar later weten dat op het moment van ingaan de praktische noodzakelijkheid ontbrak omdat de olievoorraden ruim voldoende bleken. Zo diende het doorgaan vooral om de olieproducerende landen tot niet meer maatregelen te inspireren. En het paste volgens Westerterp mooi in de calvinistische zuinigheidsidealen van Den Uyl.

### Wettelijke regeling in Nederland
Sinds 2001 is er in Nederland de Regeling autoloze zondag bij oliecrisis die bij (dreigende) olieschaarste bij besluit van de minister van Economische Zaken tijdelijk in werking treedt, en van zondagochtend 3 uur tot maandagochtend 3 uur een verbod inhoudt voor het gebruik van brandstof door gemotoriseerde voer- en vaartuigen op de weg, op het water en in de lucht. Er zijn wel diverse voertuigen uitgezonderd die noodzakelijke of dringende taken vervullen en het openbaar vervoer.

## Autovrije dagen t.b.v. milieubewustzijn

### Autovrije Dag sinds 1999
Milieuorganisaties hebben sinds 1973 regelmatig gepleit voor een vrijwillige autovrije zondag, om bewustwording te kweken en aandacht te vragen voor de bezetting van de stad door de auto. Zij noemden deze dag ook wel 'Zonderdag' of  'autoluwe dag'. In 1996 startte een Nederlandse actiegroep Pippi Autoloze Zondag een landelijke campagne voor autovrije dagen. Sinds 1999 wordt in een aantal Europese steden daadwerkelijk op een zondag in september de binnenstad afgesloten voor autoverkeer. In Nederland gebeurde dit onder de naam Autovrije Dag. Dit was een initiatief van de stichting Landelijk Overleg Autovrije Zondag (LOAZ) in samenwerking met Milieudefensie die de actie coördineerde. Na een oproep van deze organisaties aan alle Nederlandse gemeenten waren er op 19 september 1999 in 52 gemeenten activiteiten in het kader van de Autovrije Zondag. Daaronder ook Amsterdam, waar de binnenstad werd afgesloten voor autoverkeer. Tijdens de volgende Autovrije Dag van 24 september 2000 was het aantal deelnemende gemeenten opgelopen tot 91 plaatsen. Vanaf 2003 werd de autovrije dag onderdeel van de Europese Mobiliteitsweek die elk jaar van 16 tot en met 22 september plaatsvindt.

### Autovrije dagen in België

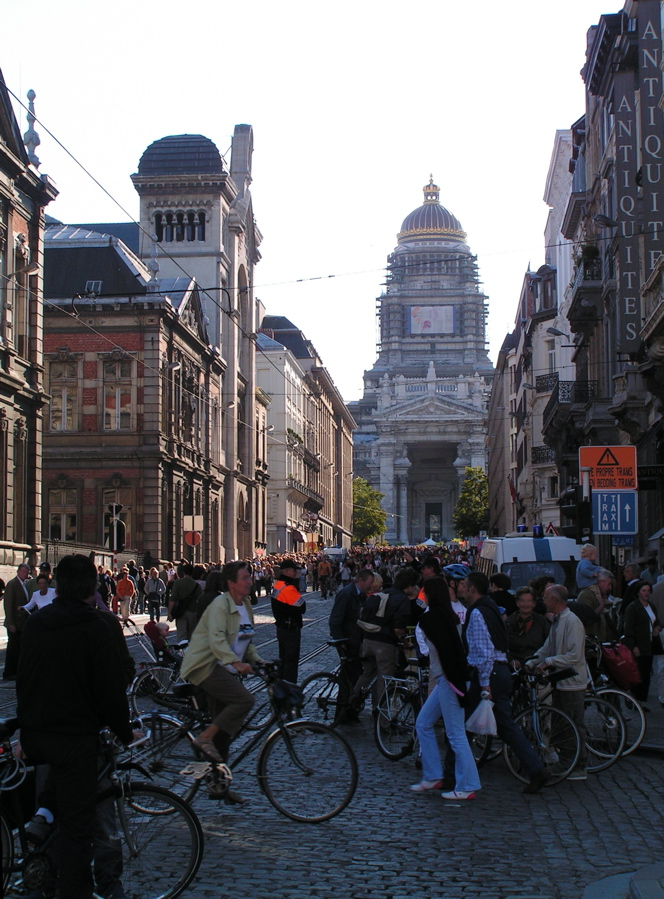
Autovrije dag in Brussel, 2005.

Onder andere Brussel, Brugge (centrum), Mechelen en Antwerpen zijn eenmaal per jaar autovrij.

#### 2005 - 2008
In 2005 deden 24 steden mee. In 2006 Namen en Brussel, het hoofdstedelijk gewest deel.

#### 2009
Gent deed voor het eerst mee. Het volledige Brusselse Hoofdstedelijk Gewest was autovrij, het grootste aaneengesloten autovrij gebied in Europa.

#### Deelnemende gemeenten België
Vanwege een beveiligingsprobleem met de MediaWiki Graph-software is het momenteel niet mogelijk deze grafiek weer te geven. Zodra de software is bijgewerkt zal de grafiek vanzelf weer zichtbaar worden.

### Autovrije dagen in Nederland

#### 1999
- Zondag 19 september: Almere, Amsterdam, Boxtel, Breukelen, Baarn, Culemborg, De Bilt, Delft, Den Haag, Den Bosch, Deventer, Doesburg, Driebergen, Emmen, Geleen, Goes, Gouda, Grave, Groningen, Hardenberg, Haarlem, Heemstede, Hengelo, Hoofddorp, Houten, Kerkrade, Krommenie, Leek, Leusden, Maarssen, Maastricht, Naarden, Nijmegen, Noordenveld, Oldenzaal, Ooststellingwerf, Purmerend, Raalte, Rhenen, Roden, Roermond, Scheemda, Schiedam, Sint Odiliënberg, Sittard, Tilburg, Valkenswaard, Venlo, Veldhoven, Woerden,  Zoetermeer en Zwolle.

#### 2007
In 2007 hebben Amsterdam, Den Haag, Rotterdam en Utrecht deelgenomen aan de autovrije dag. 
- Zondag 9 september: Leiden en Utrecht
- Zondag 16 september (landelijke Autovrije Dag): Arnhem, Bergen op Zoom, Bussum, Culemborg, Den Haag, Deventer, Eindhoven, Goes, Groningen, Houten, Maassluis, Maastricht, Nijmegen, Rotterdam, Tiel, Tilburg en Zoetermeer
- Zaterdag 22 september: Delft
- Zondag 23 september: Amsterdam

#### 2008
- Zondag 14 september: Leiden en Utrecht.
- Zondag 21 september (landelijke Autovrije Dag): Amsterdam, Arnhem, Assen, Bergen op Zoom, Breda, Cuijk, Culemborg, Delft, Eindhoven, Goes, Gouda, Haarlem, Maassluis, Maastricht, Nijmegen, Oss, Roermond, Roosendaal, Rotterdam, Tilburg, Voorst en Zoetermeer.

#### 2009
- Zondag 13 september: In verschillende gemeenten werd de zondag voor de officiële Autovrije Dag gebruikt voor verschillende activiteiten. Dit waren Utrecht, Leiden, Maastricht en Haarlem.
- Zondag 20 september, de Landelijke Autovrije Dag. Meestal was dat een 'autoluwe dag' omdat taxi's en uitgaand autoverkeer in verschillende deelnemende gemeenten werden toegelaten. Naast Amsterdam (binnen de Ringweg A10, behalve de stadsdelen Noord en Zeeburg), waren veel andere steden deels autovrij. Er deden 26 gemeenten mee, meer dan in voorgaande jaren, waar (delen van) de binnenstad werden afgesloten, zoals: Arnhem, Den Haag, Eindhoven, Nijmegen, Rotterdam en Tilburg. Op veel plaatsen werden evenementen en feesten georganiseerd voor en door mensen die (deze dag) de auto niet gebruikten en hierdoor meer ruimte op straat boden. In Amsterdam behoort hiertoe de jaarlijkse Dam tot Damloop, waarvoor al diverse straten moesten worden afgesloten.[7]

#### 2010
Eindhoven en Haarlem hebben meegedaan.

#### 2011
Eindhoven heeft meegedaan.

#### 2014
Aadorp heeft meegedaan.

#### 2018
Nijmegen deed mee en heeft op de Waalbrug een grote picknick georganiseerd.

#### 2019
De stad Groningen heeft meegedaan.
2020
Geen deelname
2021
Schiedam heeft meegedaan. 
2022
Amersfoort heeft meegedaan 
2023
Utrecht heeft meegedaan 
2024
Geen gemeente heeft meegedaan 

### Autovrije dagen wereldwijd
De autovrije dag is voor veel gemeenten een van de drie onderdelen van de Europese mobiliteitsweek. Onderdelen zijn ook het zichtbaar maken van structurele verbetering van de voorzieningen die in dat jaar zijn uitgevoerd en die leiden tot een duurzaam vervoer. Daarnaast is het organiseren van een week met activiteiten, waaronder de autovrije dag, ook een onderdeel. 

#### Deelname gemeenten mondiaal 2002 - 2019
Vanwege een beveiligingsprobleem met de MediaWiki Graph-software is het momenteel niet mogelijk deze grafiek weer te geven. Zodra de software is bijgewerkt zal de grafiek vanzelf weer zichtbaar worden.